# Liste des principaux chefs croisés
Liste des principaux chefs croisés, classés par campagne :
Les salles des Croisades du château de Versailles, créées par Louis-Philippe en 1843, comportent les armoiries et les noms des principaux chefs croisés.

## Première croisade(1095-1099)

### Croisés
- Bohémond de Tarente, normand d'Italie (fondateur de la principauté d'Antioche)
- Tancrède de Hauteville, normand d'Italie (fondateur de la principauté de Galilée)
- Guillaume de Hauteville, frére de Tancrède de Hauteville
- Robert de Paris, noble chevalier
- Godefroy de Bouillon, wallon  (fondateur du royaume de Jérusalem)
- Baudouin de Boulogne, wallon,  Baudouin Ier de Jérusalem
- Baudouin du Bourg, wallon, dit « l'Aiguillon » Baudouin II de Jérusalem
- Raymond de Saint-Gilles, comte de Toulouse, occitan (fondateur du Comté de Tripoli)
  - Raymond 1er de Turenne
  - Raymond Pelet, dit « le croisé »
  - Guillaume de Sabran
  - Pons de Pierre Assalit (de Peyre/Peyrat Assailly), seigneur de Brissac
  - Raimbaud II d'Orange
- Foucher de Chartres, chroniqueur médiéval
- Guillaume de Cerdagne, dit Jourdain
- Gaston IV de Béarn
  - Guillaume-Amanieu, seigneur de Brocas [1]
- Robert II de Normandie, dit Robert Courteheuse (fils aîné de Guillaume le Conquérant)
- Robert II de Flandre, flamand (cousin de Robert II de Normandie)
- Étienne II de Blois, blésoi, dit « le Sage »
- Hugues de Saint-Pol, artésien
- Hugues de Vermandois, picard (fils d'Henri Ier de France)
- Geoffroy III de Preuilly, dit Jourdain, comte de Vendôme † 1102 prisonnier des Arabes
- Girard Guinard, comte de Roussillon
- Gautier Sans-Avoir
- Héribrand de Hierges
- Hugues de Fauquembergues
- Enguerrand Ier de Coucy, picard
- Thomas de Marle, picard
- Gautier I de Montsoreau, angevin
- Guillaume Ier de Sabran
- Gouffier de Lastours, occitan
- Guillaume Embriaco, génois
- Galon II de Beaumont, Walo II (vicomte de Chaumont-en-Vexin), connétable de France

### Religieux
- Pierre l'Ermite, religieux français du XIe siècle, picard
- Adhémar de Monteil, évêque du Puy-en-Velay , légat pontifical pour la croisade
- Daimbert de Pise, qui devint patriarche de Jérusalem
- Evremar de Thérouanne
- Arnoulf de Rœux

### Croisades de secours(1101)
- Guillaume IX d'Aquitaine
- Guillaume II de Nevers
- Josselin Ier d’Édesse
- Welf IV de Bavière
- Hugues VI de Lusignan dit Le Diable

### Venus entre la première et la seconde croisade
- 1102 : Baudouin de Rama
- avant 1104 : Gervais de Bazoches
- 1104 : Hugues Ier de Champagne
- 1104, puis 1114 : Hugues de Payns, qui fondera l’ordre du Temple
- avant 1105 : Onfroy Ier de Toron
- 1105 : Eustache Grenier
- 1108 : Gibelin d'Arles
- 1106 : Hugues Ier du Puiset et Hugues II du Puiset
- 1106 : Guy de Milly
- 1108 : Gautier I de Montsoreau
- 1109 : Bertrand de Saint-Gilles
- 1114 : Guillaume Ier de Bures et Geoffroy de Bures
- avant 1118 : Albert de Namur
- avant 1118 : Ebles II de Ventadour, vicomte de Ventadour, tomba malade au retour et mourut à l'abbaye du Monte-Cassino (Italie) entre 1147 et 1155
- 1119, puis 1130 : Foulques V d'Anjou
- 1120 : Barisan d'Ibelin
- 1128 : Ithier de Rethel

## Deuxième croisade(1146-1149)

### Croisés
- Louis VII, roi de France
  - Robert Ier de Dreux
  - Pierre Ier de Courtenay
  - Thierry d'Alsace
  - Alphonse Jourdain
  - Yves de Nesle, comte de Soissons
  - Renaud de Châtillon
  - Enguerrand II de Coucy
  - Erard III de Breteuil
  - Ebles III de Ventadour, dit Eblon ou Le Troubadour, vicomte de Ventadour, seigneur d'Ussel
  - Renaud IV d'Aubusson, dit le Lépreux, croisé en 1145
- Conrad III du Saint-Empire
- Guerric de Coligny

### Barons de Terre-Sainte
- Baudouin III de Jérusalem, roi de Jérusalem
  - Amaury Ier de Jérusalem, comte de Jaffa et d'Ascalon
    - Hugues d'Ibelin, seigneur de Rama et d'Ibelin
    - Baudouin d'Ibelin, seigneur de Mirabel

  - Payen le Bouteiller, seigneur de Montréal et d'Outre-Jourdain
  - Elinard de Bures, prince de Galilée et de Tibériade
    - Renier Brus, seigneur de Banias
    - Guy Ier Brisebarre, seigneur de Beyrouth
    - Onfroy II de Toron, seigneur de Toron

  - Géraud Grenier, comte de Sidon
  - Gautier Grenier, seigneur de Césarée
  - Philippe de Milly, seigneur de Naplouse
  - Hugues II de Hébron, seigneur d'Hébron
  - Manassès de Hierges, connétable du royaume
  - Sado, maréchal du royaume
  - Isaac, sénéchal du royaume
  - Miles, chambellan du royaume
  - Raoul, évêque de Bethléem et chancelier du royaume
  - Rohard l'aîné, vicomte et châtelain du royaume
- Raymond de Poitiers, prince d'Antioche
- Raymond III de Tripoli, comte de Tripoli
  - Guillaume II Embriaco, seigneur du Gibelet

### Religieux
- Évrard des Barres, maître de l'ordre du Temple
- Raymond du Puy, maître de l'ordre hospitalier de Saint-Jean de Jérusalem

### Venus entre la seconde et la troisième croisade
- 1170 : Philippe de Dreux
- 1171-1172 : Étienne Ier de Sancerre
- 1171-1173 : Hugues III de Bourgogne
- 1176 : Guillaume de Montferrat
- 1177 : Guihénoc III d'Ancenis
- 1177 : Philippe d'Alsace, comte de Flandre
- 1179 : Geoffroy de Lusignan
- 1186 : Guy de Lusignan
- 1187 : Conrad de Montferrat

## Troisième croisade(1189-1192)

### Croisés
- Frédéric Ier Barberousse, empereur d'occident
  - Léopold V de Babenberg
- Philippe Auguste, roi de France
  - Hugues III de Bourgogne
  - Robert II de Dreux
  - Philippe de Dreux
  - Pierre II de Courtenay
  - Albéric Clément

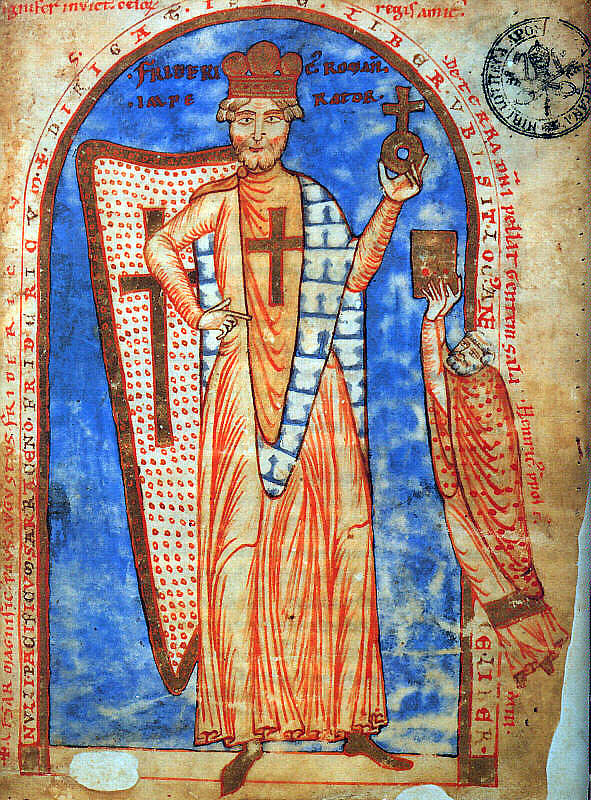
Frédéric Barberousse habillé en croisé

  - Philippe d'Alsace, comte de Flandre, mort au siège de Saint-Jean d'Acre en 1191
  - Roger de Wavrin, évêque de Cambrai, mort également au siège de Saint-Jean-d'Acre en 1191
  - Hellin de Wavrin, sénéchal de Flandre, mort également au siège de Saint-Jean-d'Acre en 1191
  - Robert de Wavrin, frère des deux précédents
  - Henri II de Champagne
  - Thibaut V, comte de Blois et de Chartres
  - Étienne Ier de Sancerre, comte de Sancerre
  - Raoul Ier de Coucy
  - Hugues IV de Saint-Pol
  - Jean Ier de Ponthieu
  - Raymond II de Turenne, vicomte de Turenne, en Marche et Limousin, mort au siège de Saint-Jean d'Acre en 1191
  - Guy d'Aubusson, croisé en 1188/50, participe en 1218 à la croisade contre les Albigeois
- Richard Cœur-de-Lion, roi d'Angleterre

### Barons de Terre-Sainte
- Guy de Lusignan, roi de Jérusalem
  - Geoffroy de Lusignan, comte titulaire de Jaffa
  - Conrad de Montferrat, seigneur de Tyr, puis roi de Jérusalem
  - Hugues II de Saint-Omer, prince titulaire de Galilée
    - Onfroy IV de Toron, seigneur titulaire de Toron

  - Renaud Grenier, comte titulaire de Sidon
  - Guy Brisebarre, seigneur de Césarée
  - Balian d'Ibelin
  - Jean d'Ibelin
  - Amaury II de Lusignan, connétable du royaume
  - Gautier Durus, maréchal du royaume
  - Obertus Nepos, sénéchal du royaume
  - Thomas, chambellan du royaume
  - Pierre de Tripoli, chancelier du royaume
  - Roard l'aîné, vicomte et châtelain du royaume
- Bohémond III, prince d'Antioche
- Bohémond, comte de Tripoli
  - Hugues III Embriaco, seigneur titulaire du Gibelet

### Religieux
- Robert IV de Sablé, maître de l'ordre du Temple
- Garnier de Naplouse, maître de l'ordre hospitalier de Saint-Jean de Jérusalem

## Quatrième croisade(1202-1204)

### Croisés
- Enrico Dandolo, doge de Venise
- Boniface Ier de Montferrat
- Baudouin IX de Flandre
- Louis de Blois et de Chartres
- Henri de Hainaut
- Geoffroi de Villehardouin, chroniqueur, maréchal de Champagne et de Romanie
- Conon de Béthune
- Hugues de Coligny
- Hugues IV de Saint-Pol
- Nicolas de Mailly
- Nivelon de Quierzy, évêque de Soissons

### Partis avec la croisade mais rendus en Terre-Sainte
- Simon IV de Montfort
- Guy de Montfort
- Philippe de Novare

### Venus entre la quatrième et la cinquième croisade
- c.1210 : Jean de Brienne

## Cinquième croisade(1217-1221)

### Croisés
- André II de Hongrie, roi de Hongrie
- Léopold VI d'Autriche
- Pélage Galvani

### Barons de Terre-Sainte
- Jean de Brienne, roi de Jérusalem
  - Gautier IV de Brienne, comte de Jaffa
  - Raoul de Saint-Omer, sénéchal du royaume, prince titulaire de Galilée
    - Jean d'Ibelin, seigneur de Beyrouth

  - Balian Grenier, seigneur de Sidon
  - Gautier Brisebarre, seigneur de Césarée
  - Rohard de Caiphas, chambellan du royaume
- Bohémond IV d'Antioche, prince d'Antioche et comte de Tripoli
  - Guy Ier Embriaco, seigneur du Gibelet
- Henri Ier de Chypre, roi de Chypre

- Raymond IV de Turenne, vicomte de Turenne, en Marche

### Religieux
- Pierre de Montaigu, maître de l'ordre du Temple
- Garin de Montaigu, maître de l'ordre hospitalier de Saint-Jean de Jérusalem
- Hermann de Salza, maître de l'ordre Teutonique

## Sixième croisade(1228-1229)

### Croisés
- Frédéric II, empereur d'occident
  - Mathieu II, duc de Lorraine

### Barons de Terre-Sainte
- Frédéric II, roi de Jérusalem
  - Gautier IV de Brienne, comte de Jaffa
  - Eudes de Montbéliard, prince de Galilée, bailli et connétable du royaume
    - Jean d'Ibelin, seigneur de Beyrouth

  - Balian Grenier, seigneur de Sidon
  - Gautier Brisebarre, seigneur de Césarée
- Bohémond V d'Antioche, prince d'Antioche et comte de Tripoli
  - Guy Ier Embriaco, seigneur du Gibelet
- Henri Ier de Chypre, roi de Chypre

### Religieux
- Pierre de Montaigu, maître de l'ordre du Temple
- Bertrand de Thessy, maître de l'ordre hospitalier de Saint-Jean de Jérusalem
- Hermann de Salza, maître de l'ordre Teutonique

### Venus entre la sixième et la septième croisade
- 1234 : Jean de Dreux, comte de Vienne et de Macon
- 1240 : Pierre Mauclerc, duc de Bretagne

## Septième croisade(1248-1254)

### Croisés
- Saint Louis, roi de France
  - Robert Ier d'Artois, frère du roi, perd la vie en 1250 pendant le siège de Mansourah
  - Alphonse de Poitiers (1220-1271), frère du roi
  - Charles Ier d'Anjou, frère du roi
  - Hugues IV de Bourgogne
  - Olivier IV de Rougé
  - Wilhelm de Sonnay, grand maître de l'ordre du Temple
  - Geoffroy de Sergines, baron bourguignon
  - Jean de Joinville, sénéchal de Champagne, chroniqueur
  - Jean de Valenciennes
  - Guillaume de Beaumont
  - Olivier de Termes, maître des arbalétriers du roi
    - Guilhem de Roquefort
    - Raimond de Roquefort
    - Augier de Rabat, seigneur de Rabat
    - Arnaud de Gindra
    - Bernard de la Tour
    - Arnaud de Villeneuve
    - Raimond de Villeneuve
    - Pons de Villeneuve
    - Ferrand d'Alfaro
    - Niel de Villefloure
    - Arnaud de Cavanac
    - Hugues de Rustiques
    - Raynes de Rustiques
    - Amiel de Rustiques
    - Arnaud Férréol
    - Guilhem de Touges
    - Bernard de Seysses
    - Roger de Congost, baron occitan
    - Guihem de Minerve, baron occitan

  - Raimond II Trencavel, ancien vicomte de Carcassonne, Razès, Albi et Béziers
  - Galceran IV de Pinos, baron catalan
  - Bernard de Crexeil, baron catalan
  - Pierre Mauclerc, duc de Bretagne
  - Bouchard V de Vendôme
  - Henri II Clément
  - Gilles Ier de Mailly et son fils, Jacques de Mailly
  - Ebles VI de Ventadour, vicomte de Ventadour
  - Raymond VI de Turenne, vicomte de Turenne, en Marche
  - Foucaud du Merle, compagnon de Robert d'Artois, décrit parfois comme son ancien gouverneur

### Barons de Terre-Sainte
- Conrad IV de Hohenstaufen, roi de Germanie, de Sicile et de Jérusalem
  - Jean d'Ibelin, comte de Jaffa
  - Hugues d'Ibelin, prince de Galilée et seigneur de Beyrouth
    - Philippe de Montfort, seigneur de Tyr et Toron

  - Julien Grenier, seigneur de Sidon
  - Jean l'Aleman, seigneur de Césarée
  - Jean d'Ibelin, connétable et bailli du royaume
  - Philippe de Cossie, maréchal du royaume
  - Geoffroy de Sergines, sénéchal du royaume
  - Jean de Cossie, chambellan du royaume
- Bohémond V d'Antioche, prince d'Antioche et comte de Tripoli
- Bohémond VI d'Antioche, prince d'Antioche et comte de Tripoli
  - Henri Ier Embriaco, seigneur du Gibelet
- Henri Ier de Chypre, roi de Chypre et régent de Jérusalem

### Religieux
- Eudes de Châteauroux, légat du pape
- Gérard de Conchy, évêque d'Amiens
- Gui de Château-Porcien, évêque de Soissons* Renaud de Vichiers, maître de l'ordre du Temple
- Guillaume de Chateauneuf, maître de l'ordre hospitalier de Saint-Jean de Jérusalem
- Gunther de Wüllersleben, maître de l'ordre Teutonique

### Venus entre la septième et la huitième croisade
- 1264 : Olivier de Termes, chef d'un contingent de catalans et français, adjoint de Geoffroy de Sergines
  - Raimond de Serralongue, baron catalan, demi-frère d'Olivier de Termes († noyé été 1265)
  - Guilhem de Minerve, baron occitan, beau-frère d'Olivier de Termes
- 1267-1269 : Olivier de Termes, sénéchal du royaume de Jérusalem par intérim, chef des croisés français et catalans
  - Bernard Hugues de Serralongue, baron catalan, demi-frère d'Olivier de Termes († Acre 19 décembre 1269)
  - Guillem de Canet, baron catalan, neveu d'Olivier de Termes, maréchal du royaume de Jérusalem
  - Galceran V de Pinos, baron catalan, petit neveu d'Olivier de Termes
  - Ferran Sanxe de Castro, fils bâtard du roi Jacques d'Aragon
  - Pere Ferrandis, autre fils bâtard du roi Jacques d'Aragon
- 1269 : Robert de Crésèque, baron picard, chef d'un contingent français, sénéchal du royaume de Jérusalem († Acre 19 décembre 1269)

## Huitième croisade(1270)

### Croisés
- Saint Louis, roi de France
  - Philippe le Hardi, fils du roi puis roi de France
  - Jean-Tristan, fils du roi
  - Alphonse de Poitiers, frère du roi et comte de Toulouse
  - Jeanne de Toulouse, comtesse de Toulouse
  - Charles Ier d'Anjou, comte d'Anjou et de Provence, roi de Sicile, frère du roi de France
  - Raoul II Sores, maréchal de France
  - Renaud de Précigny, maréchal de France
  - Olivier de Termes, chef du contingent français en Terre-Sainte
  - Raimond Abban, baron occitan
  - Gérard de Capendu, baron occitan
  - Guy de Lévis, seigneur de Mirepoix, maréchal de la foi
  - Lambert de Limoux
  - Sicard Alaman, damoiseau († juillet 1270)
  - Lancelot de Saint-Maard, maréchal de France
  - Héric de Beaujeu, maréchal de France

### Barons de Terre-Sainte
- Hugues III de Chypre, roi de Chypre et de Jérusalem
  - Jacques d'Ibelin, prince de Galilée 
    - Isabelle d'Ibelin, dame de Beyrouth

  - Jean de Montfort, seigneur titulaire de Toron
  - Onfroy de Montfort, seigneur de Tyr
  - Balian d'Ibelin, connétable du royaume
  - Jean de Grailly, baron aquitain, sénéchal du royaume
  - Guillem de Canet, baron catalan, maréchal de 1269 à 1273
- Bohémond VI d'Antioche, prince titulaire d'Antioche et comte de Tripoli
  - Henri Ier Embriaco, seigneur du Gibelet

### Religieux
- Thomas Béraud, maître de l'ordre du Temple
- Hugues Revel, maître de l'ordre hospitalier de Saint-Jean de Jérusalem
- Anno de Sangershausen, maître de l'ordre Teutonique

## Neuvième croisade(1271)

### Croisés
- Édouard Ier, roi d'Angleterre
- La continuation de la huitième croisade ne peut être dénommée neuvième croisade alors qu'elle n'est que les soubresauts d'une petite armée qui avait tardé à rejoindre le roi Louis. Édouard est un dur combattant, certes, mais autant dire seul et avec pour unique espoir de rejoindre Saint-Jean d'Acre. Cette opération n'a reçu aucun aval des rois, elle n'est menée que par le fils du roi d'Angleterre.

### Venus après la Neuvième croisade
- 1273 : Olivier de Termes, chef du contingent français en Terre-Sainte († 12 août 1274)
  - Gilles de Sancy, capitaine d'un corps d'arbalétriers du roi de France
  - Pierre d'Amigny, capitaine d'un corps d'arbalétriers du roi de France
- Octobre 1275 : Guillaume de Roussillon, seigneur d'Annonay et autre places, chef du contingent français en Terre-Sainte envoyé avec une ordonnance de Philippe III et l'assentiment du pape Grégoire X, après le concile de Lyon de 1274. Il disparut mystérieusement (assassinat) en 1277 à la suite d'un coup d'État sur Saint-Jean d'Acre d'une flotte sicilienne envoyée par Charles d'Anjou en mai 1277 et dirigée par le comte Roger de San Severino.